# 消防防災庁
消防防災庁（しょうぼうぼうさいちょう、NEMA、National Emergency Management Agency、대한민국 소방방재청）は、かつて大韓民国に存在した安全自治部の外庁であり、日本の消防庁に相当する。

## 沿革
2004年6月1日に、旧・行政自治部民防衛災難統制本部を格上げする形で設立された
2014年4月16日に起きたセウォル号沈没事故を機に、海洋警察庁と共に解体した。再編後は国民安全処として国務総理直属となり、傘下には次官級本部に編入した。
2017年7月25日に国民安全処が廃止され、2017年7月26日に行政安全部（行政自治部を改称）の外庁として消防庁が設置された。

## 役割
各種災難から国民の生命と財産を保護し、社会安全網を構築する為の事務を遂行する。

## 組織

### 幹部
| - 庁長 - 代弁人 - 災難状況室長 | - 次長 - 企画調整官 - 企画財政担当官 - 創造行政担当官 - 法務監査担当官 - 情報化担当官 |

### 下部組織
| - 運営支援課 - 予防安全局 - 予防戦略課 - 民防衛課 - 安全制度課 - 災難対備課 - 消防政策局 - 消防政策課 - 消防制度課 - 防護調査課 - 消防産業課 | - 防災管理局 - 防災対策課 - 復旧支援課 - 災害軽減課 - 気候変化対応課 - 災害影響分析課 - 地震防災課 - 119救助救急局 - 119救助課 - 119救急課 - 119生活安全課 |

### 所属機関
- 中央消防学校 : 消防学校。忠清南道天安市に置かれ、消防職員の教育訓練を行っている。
- 中央民防衛防災教育院 : 消防研修所及び研究所。中央消防学校と同じ天安市に置かれ、防災専門担当者の教育や防災政策・技術の研究を行っている。
- 中央119救助本部 : 大型・特殊災難事故の救助、現場指揮や支援などを目的に1995年12月に発足した機関。京畿道南楊州市に訓練施設が置かれている。ヘリコプター、車両などを有し、仁川国際空港とソウル市を結ぶ高速道路のパトロール任務にも携わっている。